# Колодье (Добрушский район)
Колодье (бел. Калоддзе) — упразднённый посёлок, входивший в Кормянский сельсовет Добрушского района Гомельской области Беларуси.
В результате катастрофы на Чернобыльской АЭС и радиационным загрязнением жители (3 семьи) переселены в 1992 году в чистые места.

## География

### Расположение
В 19 км на юго-восток от Добруша и железнодорожной станции в этом городе, в 46 км от Гомеля.

### Гидрография
Река Хоропуть (приток реки Ипуть).

## Транспортная система
Транспортная связь по просёлочной дороге, а потом автодороге Дубецкое — Добруш. Жители посёлка выселены, жилых домов нет (1992 год). Застройка деревянными домами.

## История
Основан в начале XX века переселенцами с соседних деревень. В 1926 году в Кормянском сельсовете Добрушского района Гомельского округа. В 1929 году жители посёлка вступили в колхоз.
Во время Великой Отечественной войны в сентябре 1943 года оккупанты полностью сожгли посёлок.
В 1959 году посёлок находился в составе колхоза «Оборона» с центром в деревне Корма.
В 2005 году исключён из данных по учёту и регистрации административно-территориальных и территориальных единиц как фактически несуществующий населённый пункт.

## Население

### Численность
- 1992 год — жители (3 семьи) деревни переселены

### Динамика
- 1926 год — 26 дворов, 131 житель
- 1959 год — 105 жителей (согласно переписи)
- 1992 год — жители (3 семьи) деревни переселены